# Opere di Astrid Lindgren
Questo è un elenco delle opere di Astrid Lindgren.

## Letteratura per bambini e ragazzi

### Serie
| Titolo (Serie)                                     | Titolo (Libro)                        | Titolo originale                         | Anno | Anno italiano | Note |
| -------------------------------------------------- | ------------------------------------- | ---------------------------------------- | ---- | ------------- | ---- |
| Kalle Blomkvist serie (Mästerdetektiven Blomkvist) | Kalle Blomkvist il "grande" detective | Mästerdetektiven Blomkvist               | 1946 | 1971          |      |
| Kalle Blomkvist serie (Mästerdetektiven Blomkvist) | S.O.S. per Kalle Blomkvist            | Mästerdetektiven Blomkvist lever farligt | 1951 | 1972          |      |
| Kalle Blomkvist serie (Mästerdetektiven Blomkvist) | Kalle Blomkvist e i gangsters         | Kalle Blomkvist och Rasmus               | 1954 | 1973          |      |
| Lotta serie                                        | Lotta combinaguai                     | Barnen på Bråkmakargatan                 | 1956 | 2018          |      |
| Lotta serie                                        | Lotta combinaguai                     | Lotta på Bråkmakargatan                  | 1961 | 2018          |      |
| Emil serie (Emil i Lönneberga)                     | Emil                                  | Emil i Lönneberga                        | 1963 | 1974          |      |
| Emil serie (Emil i Lönneberga)                     | Emil                                  | Nya hyss av Emil i Lönneberga            | 1966 | 1974          |      |
| Emil serie (Emil i Lönneberga)                     | Emil                                  | Än lever Emil i Lönneberga               | 1970 | 1974          |      |
| Karlsson serie (Karlsson på taket)                 | Karlsson sul tetto                    | Lillebror och Karlsson på taket          | 1955 | 1976          |      |
| Kati serie                                         | Kati                                  | Kati i Amerika                           | 1951 | 1976          |      |
| Kati serie                                         | Kati                                  | Kati på Kaptensgatan                     | 1952 | 1976          |      |
| Kati serie                                         | Kati                                  | Kati i Paris                             | 1953 | 1976          |      |
| Martina serie (Madicken)                           | Martina                               | Madicken                                 | 1960 | 1981          |      |
| Martina serie (Madicken)                           | Novità per Martina                    | Madicken och Junibackens Pims            | 1976 | 1995          |      |
| Pippi Calzelunghe series (Pippi Långstrump)        | Pippi Calzelunghe                     | Pippi Långstrump                         | 1945 | 1958          |      |
| Pippi Calzelunghe series (Pippi Långstrump)        | Pippi Calzelunghe                     | Pippi Långstrump går ombord              | 1946 | 1958          |      |
| Pippi Calzelunghe series (Pippi Långstrump)        | Pippi Calzelunghe                     | Pippi Långstrump i Söderhavet            | 1948 | 1958          |      |
| Bullerby serie (Barnen i Bullerbyn)                | Il libro di Bullerby                  | Alla vi barn i Bullerbyn                 | 1947 | 2018          |      |
| Bullerby serie (Barnen i Bullerbyn)                | Il libro di Bullerby                  | Mera om oss barn i Bullerbyn             | 1949 | 2018          |      |
| Bullerby serie (Barnen i Bullerbyn)                | Il libro di Bullerby                  | Vi har det dejligt i Bulderby            | 1952 | 2018          |      |

### Libri
| Titolo italiano                 | Titolo originale              | Anno | Anno italiano | Note  |
| ------------------------------- | ----------------------------- | ---- | ------------- | ----- |
| I fratelli Cuordileone          | Bröderna Lejonhjärta          | 1973 | 1977          |       |
| Mio, piccolo Mio                | Mio, min Mio                  | 1954 | 1968          |       |
| Ronja                           | Ronja rövardotter             | 1981 | 1982          |       |
| Vacanze nell'Isola dei Gabbiani | Vi på Saltkråkan              | 1964 | 1972          |       |
| Rasmus e il vagabondo           | Rasmus på luffen              | 1956 | 1971          |       |
| Britt-Mari                      | Britt-Mari lättar sitt hjärta | 1944 | 1977          | [ 1 ] |

## Libri illustrati

### Serie
| Titolo (Serie)                              | Titolo (Libro)                            | Titolo originale               | Anno | Anno italiano | Note |
| ------------------------------------------- | ----------------------------------------- | ------------------------------ | ---- | ------------- | ---- |
| Lotta/Britta/Betta series (Lotta)           | Britta in bicicletta                      | Visst kan Lotta cykla          | 1971 | 1972          |      |
| Lotta/Britta/Betta series (Lotta)           | Betta sa fare tutto (o quasi)             | Visst kan Lotta nästan allting | 1965 | 2010          |      |
| Lotta/Britta/Betta series (Lotta)           | Lotta combinaguai sa fare tutto           | Visst är Lotta en glad unge    | 1990 | 2019          |      |
| Paolo e Lisa (Peter & Lena) serie           | Voglio un fratellino                      | Jag vill också ha ett syskon   | 1971 | 1983          |      |
| Paolo e Lisa (Peter & Lena) serie           | Voglio andare a scuola                    | Jag vill också gå i skolan     | 1971 | 1983          |      |
| Pippi Calzelunghe series (Pippi Långstrump) | Quella strega di Pippi Calzelunghe        | På rymmen med Pippi Långstrump | 1971 | 1976          |      |
| Pippi Calzelunghe series (Pippi Långstrump) | Pippi Calzelunghe al parco di Humlegården | Pippi Långstrump i Humlegården | 1945 | 2000          |      |
| Pippi Calzelunghe series (Pippi Långstrump) | Pippi Calzelunghe!                        | Pippi flyttar in               | 1969 | 1971          |      |
| Tomte series                                | Mentre tutti dormono                      | Tomte är vaken                 | 1960 | 2015          |      |
| Tomte series                                | La volpe e il Tomte                       | Räven och Tomten               | 1965 | 2018          |      |

#### Libri
| Titolo italiano                            | Titolo originale                       | Anno | Anno italiano | Note |
| ------------------------------------------ | -------------------------------------- | ---- | ------------- | ---- |
| Natale nella stalla                        | Jul i stallet                          | 1961 | 2011          |      |
| Il drago dagli occhi rossi                 | Draken med de röda ögonen              | 1985 | 1999          |      |
| Mirabell                                   | Mirabell                               | 2002 | 2007          |      |
| Sorellina Tuttamia                         | Allrakäraste syster                    | 1949 | 2010          |      |
| Suona il mio tiglio, canta il mio usignolo | Spelar min lind, sjunger min näktergal | 1959 | 1985          |      |
| Peter e Petra                              | Peter och Petra                        | 2007 | 2011          |      |

## Biografie

### Autobiografia
| Titolo italiano | Titolo originale | Anno | Anno italiano | Note |
| --------------- | ---------------- | ---- | ------------- | ---- |
| Mai violenza!   | Aldrig våld      | 2018 | 2019          |      |